# Catalunya Ràdio
Catalunya Ràdio ist ein öffentlich-rechtlicher Hörfunksender in Katalonien. Er befindet sich im Besitz der Corporació Catalana de Mitjans Audiovisuals (Katalanische Gesellschaft für Audiovisuelle Medien) der Generalitat de Catalunya mit Sitz in Barcelona. Der Sender begann sein Programm in katalanischer Sprache am 20. Juni 1983.

## Stationen
Die Sender-Gruppe Catalunya Ràdio SRG SA betreibt derzeit vier Radioprogramme auf UKW:
- Catalunya Ràdio – aktuelle Musik, Nachrichten und Informationen
- Catalunya Música – klassische Musik
- Catalunya Informació – Nachrichten und Informationen
- iCat fm (seit April 2006 in Betrieb) ist ein erweiterter Radioplayer via Internet, der neben der üblichen Übertragung zeitgleich auch Metainformationen enthält und so zu einem umfangreichen Multi-Media-Programm wird, das auch über Astra Satellit im Ausland zu empfangen.

## Sendegebiet
Catalunya Ràdio ist seit der Gründung in Katalonien, Valencia, auf den Balearen, in Nordkatalonien, der Franja del Ponent und Andorra empfangbar. Derzeit verzeichnet der Sender rund 1,6 Millionen Hörer.

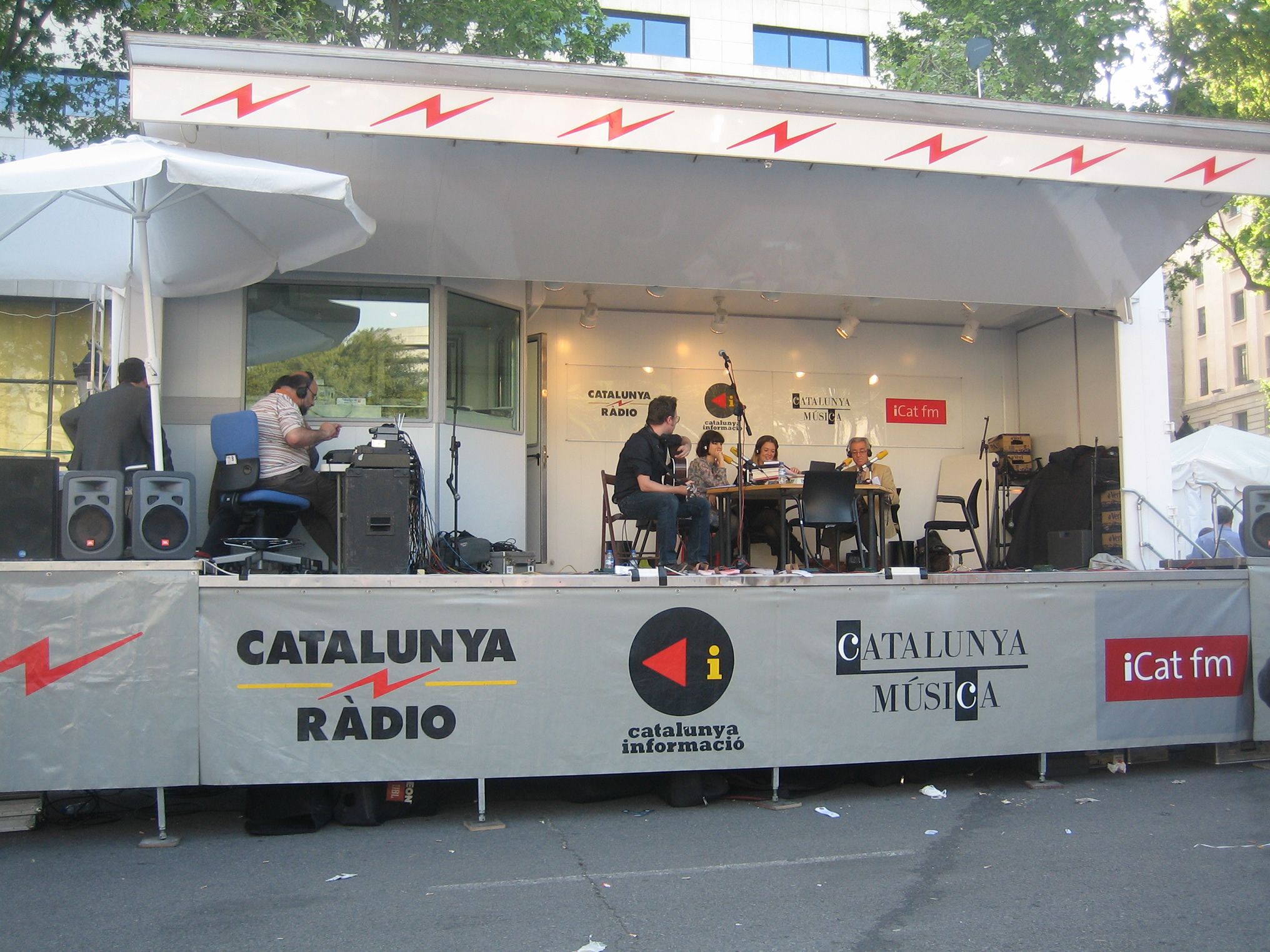
Catalunya Ràdio bei la Diada de Sant Jordi 2009 in Barcelona
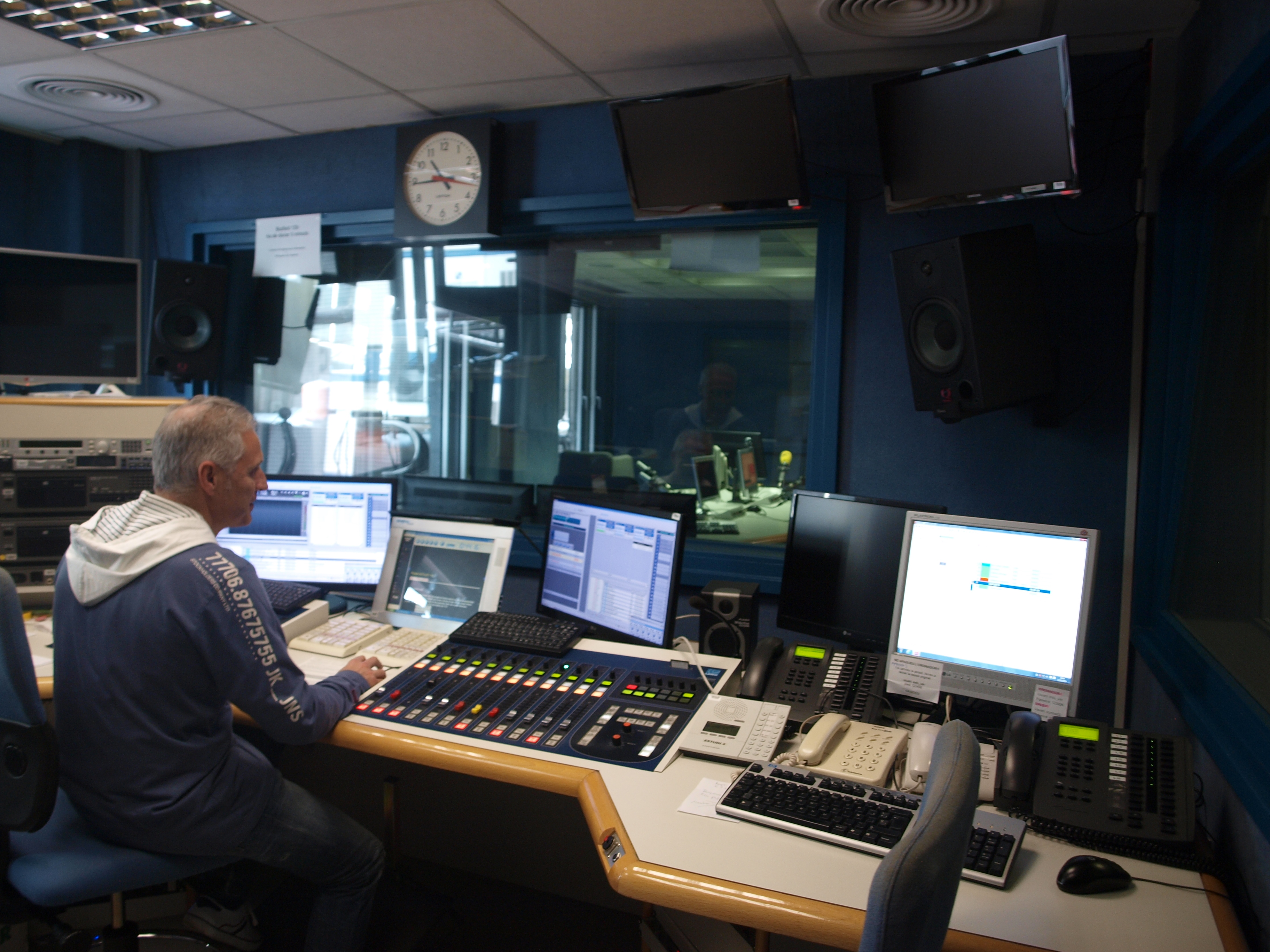
Kontrollraum des Sendestudio im März 2015
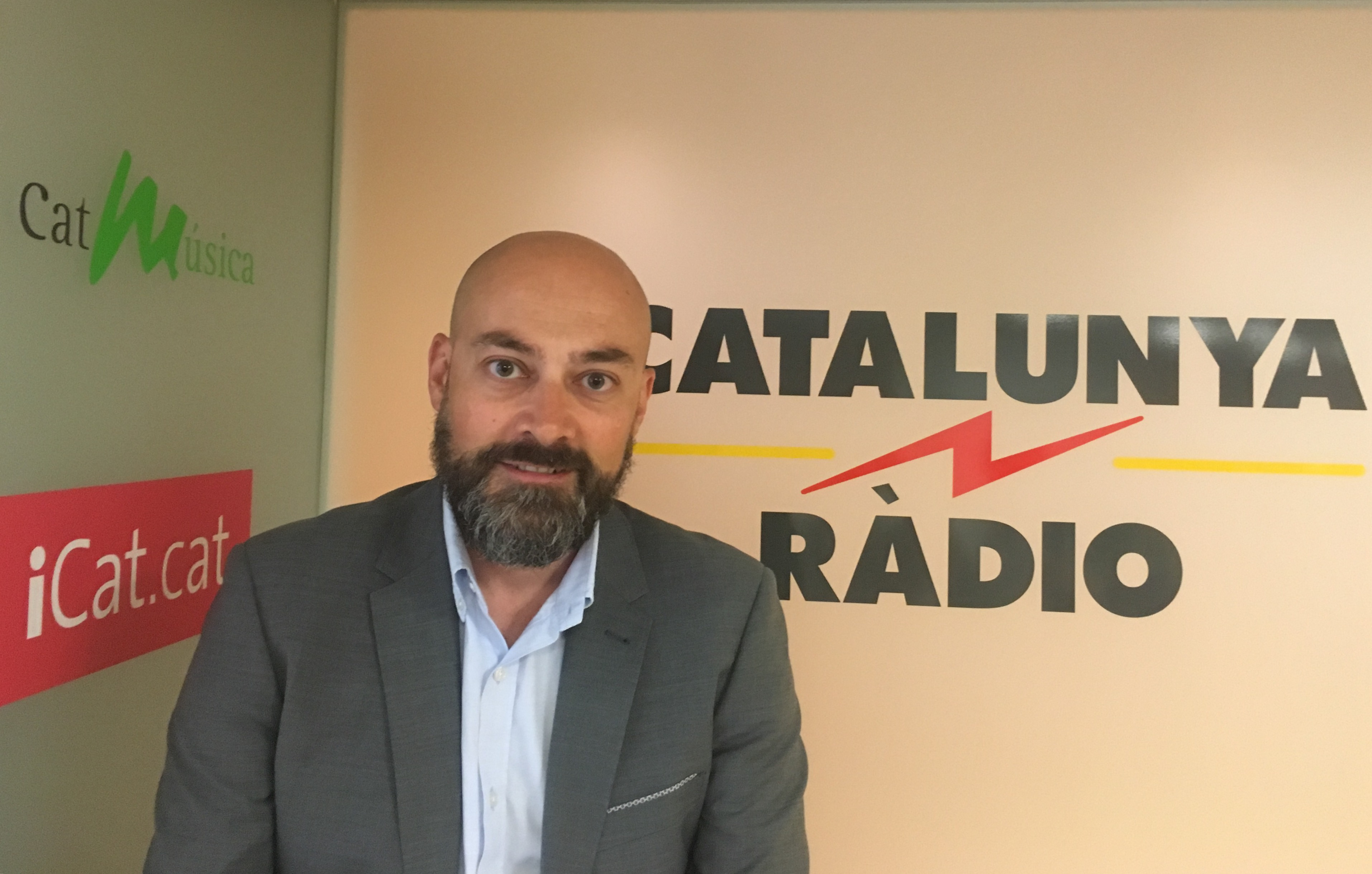
Saül Gordillo i Bernàrdez, Direktor des Senders seit Dezember 2016
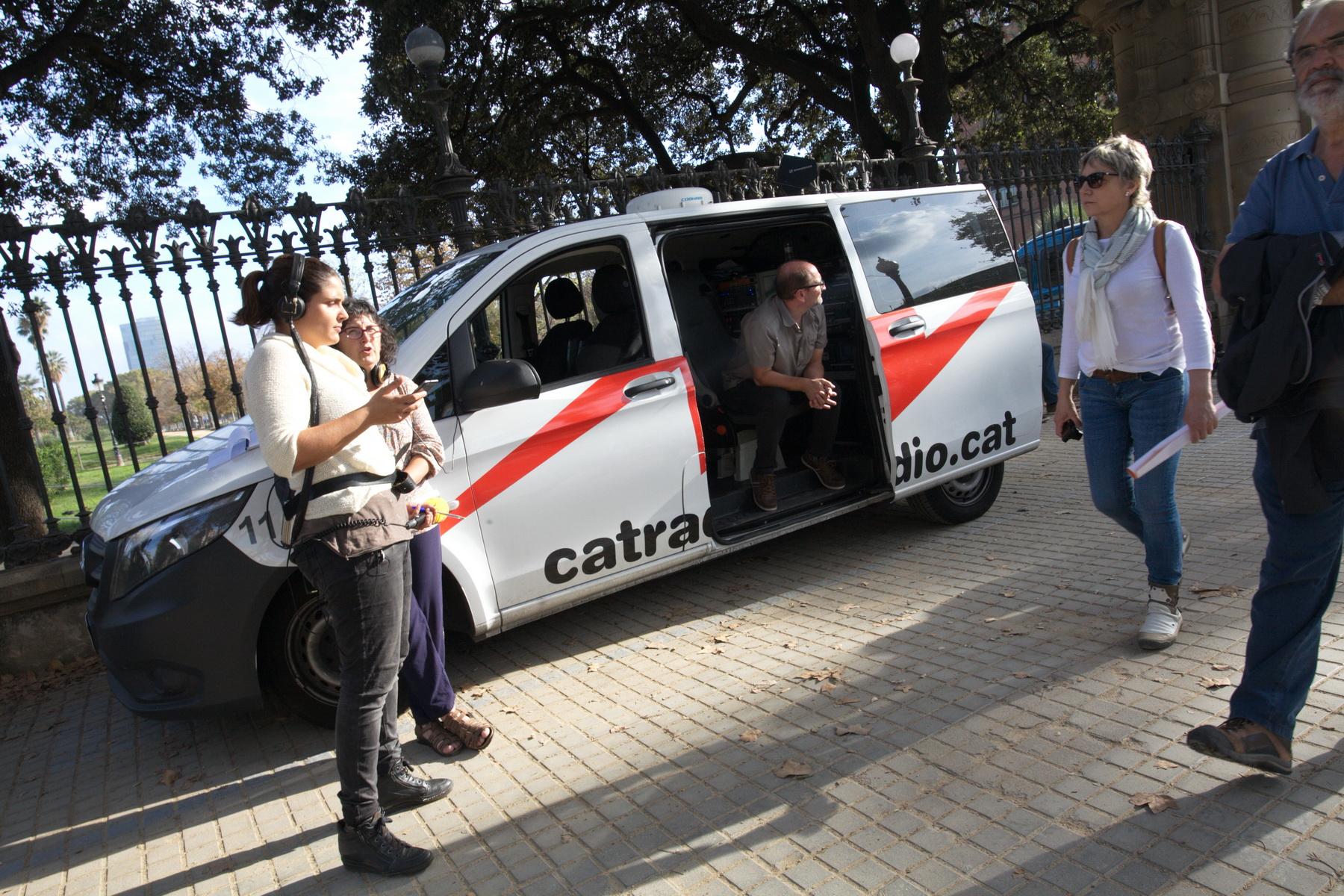
Mobiles Team des Senders im Oktober 2017